# احمد قطب
احمد قطب (عربی: احمد قطب؛ زادهٔ ۲۳ ژوئیهٔ ۱۹۹۱) بازیکن والیبال اهل مصر است.
از باشگاه‌هایی که در آن بازی کرده‌است می‌توان به باشگاه والیبال الاهلی اشاره کرد.